# Archytas productus
Archytas productus là một loài ruồi trong họ Tachinidae.